# Cervignano del Friuli
Cervignano del Friuli (friuli nyelven Çarvignan) település Olaszországban, Friuli-Venezia Giulia régióban, Udine megyében. Lakosainak száma 13 573 fő (2023. január 1.). Cervignano del Friuli Aiello del Friuli, Bagnaria Arsa, Ruda, Torviscosa, Fiumicello Villa Vicentina és Terzo di Aquileia községekkel határos.

## Népesség
A település népességének változása:
| Lakosok száma | 13 867 | 13 881 | 13 573 |
|               | 2017   | 2018   | 2023   |